# Этюды (Раутаваара)
Шесть этюдов (соч. 42) были написаны Эйноюхани Раутаваара в 1969 году. По словам композитора, цель написания этих произведений состояла в том, чтобы «<…> представить звучный стиль фортепиано, используя весь диапазон его клавиатуры, представляя этот замечательный инструмент во всей его полноте». 
Музыковед Лотта Матамбо в своём исследовании сольных фортепианных произведений композитора отметила, что Раутаваара называл данные пьесы «интервальными экспериментами», и что во всех этюдах цикла, за исключением № 1, присутствуют диссонансы.

## Список
1. Terssit (терции)
2. Septimit (септимы)
3. Tritonukset (тритоны)
4. Kvartit (кварты)
5. Sekunnit (секунды)
6. Kvintit (квинты)